# Contea di Zhang
La contea di Zhang è una contea della Cina, situata nella provincia del Gansu.